# Скарборо, Элизабет
Элизабет Энн Скарборо (англ. Elizabeth Ann Scarborough) — американская писательница, лауреат премии «Небьюла» 1990 года за роман «Войны целителей». В соавторстве с писательницей Энн Маккефри является автором цикла «Планета Сурс».

## Биография
Элизабет Энн Скарборо родилась 23 марта 1947 года в Канзас-Сити (штат Канзас). После высшей школы Элизабет пошла по стопам матери и поступила в школу медсестёр (англ. Bethany Hospital School of Nursing). В последний год обучения (из-за трудностей с финансированием) Скарборо вступила в корпус медицинских сестёр армии США (англ. Army Nurse Corps), что позволило оплатить обучение. После прохождения подготовки, Элизабет три года отслужила в качестве офицера медицинской службы, большую часть в Дананге (Вьетнам). По возвращении домой, Элизабет Скарборо переехала на Аляску.
На Аляске Элизабет вышла замуж и начала писать. Свой первый научно-фантастический роман «Песня волшебства» Элизабет Скарборо опубликовала в 1982 году. После развода она переехала в небольшую квартиру в Фэрбанксе. Там же окончила Аляскинский университет и получила степень бакалавра по истории. Прожив на Аляске около 18 лет и написав 7 романов, Элизабет Скарборо переехала на Тихоокеанский Северо-Запад.
Еще в Фэрбанксе Элизабет Скарборо познакомилась с Энн Маккефри, у которой впоследствии гостила три года в Ирландии. Скарборо и Маккефри в 1993 году были совместно написаны три романа, положивших начало фантастическому циклу о планете Сурс и отставном майоре Интергалактической Компании Янабе Мэддок. В 1998 году сотрудничество было продолжено, Скарборо и Маккефри совместно работали над циклом Акорна, о найденной в космосе и воспитанной людьми девушке-единороге, которая хочет вернуться домой, на родину. В 2010 году Маккефри и Скарборо начали новый цикл произведений «Barque Cats».
Сейчас Элизабет Скарборо проживает в Порт-Таунсенде (англ. Port Townsend), округ Джефферсон штата Вашингтон.

## Номинации и награды
- Номинант премии «Локус» 1989 года за лучший роман фэнтези («Войны целителей»)[6].
- Лауреат премии «Небьюла» 1990 года за лучший роман («Войны целителей»)[7].
- Номинант премии «Локус» 1992 года за лучший роман фэнтези («Nothing Sacred»)[8].
- Номинант премии «Локус» 1993 года за лучший роман фэнтези («Last Refuge»)[9].
- Номинант премии «Локус» 1994 года за лучший научно-фантастический роман («Майор запаса»)[10].